# مصطفى بوكار
مصطفى بوكار  (1962 الجزائر) هو لاعب كرة قدم جزائري.

## روابط خارجية
- مصطفى بوكار على موقع الاتحاد الدولي (مؤرشف)  (الإنجليزية)
- مصطفى بوكار على موقع قاعدة بيانات كرة القدم.إي يو (الإنجليزية)